# 1960年捷克斯洛伐克憲法
1960年捷克斯洛伐克憲法或稱為捷克斯洛伐克社會主義共和國憲法（捷克語：Ústava Československé socialistické，斯洛伐克語：Československej socialistickej republiky）和捷克斯洛伐克聯邦共和國憲法。捷克斯洛伐克社會主義共和國憲法於1960年7月11日作為憲法（100/1960 Sb號）頒布，是捷克斯洛伐克的第三部憲法，也是共產主義時代的第二部憲法。它取代了1948年的五月九日憲法，並在1968年因捷克斯洛伐克聯邦憲法法案而廣泛修改。天鵝絨革命後，捷克斯洛伐克社會主義共和國憲法被廣泛修訂，以去除其共產主義特徵，待之後用一部全新的憲法來取代它。然而，這從未發生過，共和國憲法仍然有效，直到1992年捷克和斯洛伐克聯邦共和國解體。

## 內容簡介
五月九日憲法在許多方面與1920年捷克斯洛伐克憲法相似，包含了自由民主和共產主義的混合物。相比之下，1960年的捷克斯洛伐克憲法是一份完全的共產主義憲法。新憲法在很大程度上借鑒了1936年蘇聯憲法。反映在國家的官方名稱從捷克斯洛伐克第三共和國改為捷克斯洛伐克社會主義共和國。由於總統和黨的領導人安東寧·諾沃提尼對尼基塔-赫魯曉夫的忠誠以及在其他東方集團國家中的優勢，捷克斯洛伐克社會主義共和國被宣佈為繼「我們的偉大盟友，兄弟的蘇維埃社會主義共和國聯盟」之後第一個實現社會主義的國家（比南斯拉夫社會主義聯邦共和國早三年，比羅馬尼亞社會主義共和國早五年）。因此，新憲法的序言說：「社會主義已經在我國取得了勝利」，宣布社會主義的最後一個障礙已經被「1948年2月勞動人民的堅定行動所清除」，「由於我們完成了社會主義建設，我們正在向建設先進的社會主義社會轉變，並為向共產主義過渡積聚力量」。
1960年的新憲法嚴格限制了授予斯洛伐克的自治權。這規定是安東寧·諾沃提尼的主意。斯洛伐克地方政府的行政部門被廢除，其職責被分配給斯洛伐克國民議會，從而將行政和立法職能合併為一個機構。立法國民議會有權否決斯洛伐克國民議會的決定，中央政府機構接管了斯洛伐克地方政府的行政管理。

## 憲法條文
新憲法首先由憲法性法律110/1967號（布拉格地方議會的地位由特別法確定）、28/1968號（布拉迪斯拉發的類似情況）、聯邦憲法性法律143/1968號和關於少數民族的配套144/1968號進行了修正。以及第57/1969號憲法性法律（地方議會歸屬於各民族共和國）、第155/1969號法律（法院改革）、第43/1971號法律（當選機構的任期從4年延長到5年）、第50/1975號法律（這實際上只影響到聯邦憲法性法律，總統職位被移入其中。一年內不能履行職責的總統可以被替換，即用盧德維克·斯沃博達替換古斯塔夫·胡薩克），62/1978號（關於學校教育的小改動），135/1989號（廢除捷克斯洛伐克共產黨的領導作用等）以及1990-1992年間的幾次修改（如102/1990號修改國家標誌--兩次修改國名的憲法法律並不是正式的憲法修正案；23/1991號納入人權憲章，取代第二章，等等）。
新憲法由序言和112條組成，分為9章。第一章題為《社會秩序》，宣布捷克斯洛伐克是一個社會主義國家，建立在工人、農民和知識分子的牢固紐帶上，工人階級在其中起主導作用。新憲法宣布捷克斯洛伐克是世界社會主義體系的成員，致力於與所有國家建立友好關係並確保全世界的持久和平。據此，捷克斯洛伐克是由兩個擁有平等權利的兄弟民族捷克人和斯洛伐克人組成的統一國家，這一段被改為「聯邦國家」，並在1968年被納入《聯邦法》。
五月九日憲法第1條將所有權力賦予人民，而1960年新憲法第2條將權力賦予勞動人民。國家權力由 「勞動人民通過由他們選舉、監督並對他們負責的代表機構行使」。第4條規定，社會和國家的領導力量是工人階級的先鋒隊捷克斯洛伐克共產黨（KSČ）"。五月九日憲法中甚至沒有提到捷克斯洛伐克共產黨。
新憲法還規定了生產資料社會化和整個國民經濟由計劃指導的社會主義經濟制度的原則和民主集中製的規則。社會主義所有製有兩種形式：國家所有製，特別是自然資源、工業生產資料、公共交通和通信、銀行和保險公司、傳媒和衛生、教育和科學設施；以及合作所有製，即人民合作社的財產（第8條）。允許以業主個人勞動為基礎，排除剝削他人勞動力的小型私營企業（第9條）；這保障農業，個人消費品，家庭住宅和勞動儲蓄的個人所有權得到保障，這些財產的繼承權也得到保障（第10條）。
新憲法第二章描述了公民的權利和義務。不分國籍、種族或性別的平等權利得到保障（第20條）。教育是免費的，義務教育到15歲（第24條，在20世紀70年代的教育改革中，這被改為 "由法律規定"，因為在 1970 年代的教育改革中不切實際）；匈牙利、烏克蘭和波蘭的公民被確保 有一切機會和手段以其母語接受教育（第25條，這被廢除了，由更詳細的關於少數民族的憲法法律144/1968號取代，144/1968號考慮到了德國人，並將俄羅斯人列為烏克蘭人的同義詞）。 所有公民都有工作的權利，並根據工作的數量、質量和社會意義獲得報酬（第21條），所有工人都有權在年老和殘疾時獲得醫療服務和物質保障（第23條）。根據勞動人民的利益，保障所有公民的言論和新聞自由（第28條）。此外，還保障信奉任何宗教信仰或沒有宗教信仰的權利，以及從事宗教活動的權利，除非這與法律相抵觸；明確禁止因基宗教信仰而拒絕履行法律規定的公民義務(第32條)，而公民必須在武裝部隊中服役(第37條)。第3至第6章分別涉及國民議會、總統、政府和斯洛伐克國民議會，並在1968年被《捷克斯洛伐克聯邦憲法法案》廢除和取代。第7章涉及國家委員會（即地方和區域政府），第8章涉及司法系統，第9章涉及一般條款和結論。